# Zator (gmina w rejencji katowickiej)
Zator (niem. Amtsbezirk Zator) – dawna zbiorowa gmina miejsko-wiejska  (Amtsbezirk), funkcjonująca w latach 1940–1945 pod okupacją niemiecką w Polsce. Siedzibą gminy był Zator.
Gmina Zator (niem. Zator ) powstała na obszarze ówczesnego powiatu bielskiego (od 10 października 1939 pod nazwą Landkreis Bielitz), w części powiatu która przed wojną należała do powiatu wadowickiego w woj. krakowskim. Landkreis Bielitz należał do rejencji katowickiej w wyodrębnionej ze Śląska 18 stycznia 1941 prowincji Górny Śląsk.
Gminę Zator utworzono 30 listopada 1940 z następujących obszarów, obejmujących 1 miasto i 19 gromad:
- ze zniesionego miasta Zator (Zator);
- z całej zniesionej gminy Zator – gromad Graboszyce, Grodzisko, Las, Laskowa, Palczowice, Piotrowice, Podolsze, Przeciszów, Rudze, Smolice i Trzebieńczyce;
- z czterech włączonych do III Rzeszy gromad zniesionej gminy Spytkowice – Bachowice, Miejsce, Spytkowice i Woźniki;
- z czterech gromad ze zniesionej gminy Wieprz  – Gierałtowice, Gierałtowiczki, Głębowice i Przybradz.

1 kwietnia 1943 do gminy Zator (do Lasu) włączono część obszaru gminy Auschwitz (Oświęcim): Stawy Monowskie z Monowic i Dwory Drugie z Dworów.
Jednostka przetrwała do stycznia 1945 roku. Na początku 1945, gmina składała się z 20 jednostek. Po wojnie zniesiona.